# Guar
Guar é uma goma obtida das sementes da Cyamopsis tetragonoloba ou da Cyamopsis psoraloides, nativas da Índia. Cultivada também no Paquistão (onde se concentram os produtores), é utilizada na indústria de alimentos.
É utilizado como espessante, estabilizante, emulsificante e agente de corpo. Atualmente é frequente a adição desta substancia pelos fabricantes em certas marcas de iogurtes e uso muito importante no espessamento de sorvetes, congelados, molhos e temperos. Hoje ela está sendo coadjuvante no processo de fraturamento hidráulico das rochas subterrâneas para extrair o gás de xisto, causando desabastecimento na indústria de alimentos e o consequente aumento de preço do aditivo.